# جائوما رورس
جائوما رورس (کاتالونیایی: Jaume Roures؛ زادهٔ ۱۹۵۰ میلادی) بازرگان، فعالِ سیاسی و تهیه‌کننده فیلم کاتالان اهل اسپانیا است.
از فیلم‌ها یا مجموعه‌های تلویزیونی که وی در آن‌ها نقش داشته‌است، می‌توان به برج سوسو، کامینو، نیمه‌شب در پاریس، غریبه‌ای بلندقد و سیاهپوش را ملاقات خواهی کرد، ویکی کریستینا بارسلونا، شاهزاده‌ها، سالوادور و دوشنبه‌ها در آفتاب اشاره نمود.
وی همچنین برندهٔ جوایزی همچون جایزه گویا برای بهترین فیلم شده‌است.